# Освальд фон Волкенштейн
Освальд фон Волкенштейн (нім. Oswald von Wolkenstein) — німецький композитор, поет і дипломат на службі в імператора Сіґізмунда Люксембурзького.
У віці десяти років покинув замок свого рідного батька в Тіролі в якості мечоноша і воїна. Мандрував багатьма країнами від Росії до Англії, Туреччини й навіть Аравії. Коли Освальд повернувся у родинне гніздечко після смерті батька у 1399 році, отемнілий на одне око, був відправлений братами до Святої землі. З 1415 року знаходився на службі у імператора, де зі свитою мандрував по Франції, Іспанії, Португалії та Італії. У 1417 році одружився з Маргаритою фон Швангау (нім. Margarete von Schwangau). Під час суду на спадкоємство був тричі кинутий за ґрати. Пісні Волкштейна — це запис мальовничих поворотів життя, складених на мандрівничій біографії.